# Claude River
Der Claude River ist ein Fluss im Osten des australischen Bundesstaat Queensland. 

## Geographie

### Flusslauf
Der Fluss entspringt im Westteil der Drummond Range, etwa 15 Kilometer nordwestlich der Siedlung Castlevale an der Dawson Developmental Road und fließt nach Osten parallel zur Straße, die er mehrfach unterquert – erstmals bei Castlevale. Ungefähr 10 Kilometer östlich der Siedlung Mantuan Downs mündet er in den Nogoa River.

### Nebenflüsse mit Mündungshöhen
- Brumby Creek – 467 m
- Expedition Gorge – 405 m
- Cattle Creek – 381 m
- Gallows Creek – 360 m
- Devils Elbow Creek – 358 m
- Police Creek – 325 m[1]

### Durchflossene Seen und Stauseen
- Fish Waterhole – 344 m[1]